# Benjamin F. Hopkins
Benjamin Franklin Hopkins (* 22. April 1829 in Hebron, Washington County, New York; † 1. Januar 1870 in Madison, Wisconsin) war ein US-amerikanischer Politiker. Zwischen 1867 und 1870 vertrat er den Bundesstaat Wisconsin im US-Repräsentantenhaus.

## Werdegang
Benjamin Hopkins besuchte die öffentlichen Schulen seiner Heimat und arbeitete danach als Angestellter im Telegraphendienst. Im Jahr 1849 zog er nach Madison in Wisconsin. Politisch wurde er Mitglied der Republikanischen Partei. In den Jahren 1856 und 1857 fungierte er als Privatsekretär von Gouverneur Coles Bashford. In den Jahren 1862 und 1863 saß er im Senat von Wisconsin; 1866 wurde er Abgeordneter in der Wisconsin State Assembly.
Bei den Kongresswahlen des Jahres 1866 wurde Hopkins im zweiten Wahlbezirk von Wisconsin in das US-Repräsentantenhaus in Washington, D.C. gewählt, wo er am 4. März 1867 die Nachfolge von Ithamar Sloan antrat. Nach einer Wiederwahl im Jahr 1868 konnte er bis zu seinem Tod am 1. Januar 1870 im Kongress verbleiben. Diese Zeit war von den Spannungen zwischen der Republikanischen Partei und Präsident Andrew Johnson bestimmt, die in einem knapp gescheiterten Amtsenthebungsverfahren gegen das Staatsoberhaupt gipfelten. Im Jahr 1868 wurde der 14. Verfassungszusatz verabschiedet. Ab 1869 war Hopkins Vorsitzender des Ausschusses, der sich mit der Verwaltung der staatlichen Liegenschaften befasste.